# Гладун Зіновій Степанович
Зіно́вій Степа́нович Гладу́н (12 квітня 1950, Львів — 11 липня 2021) — український вчений-правознавець, педагог, заслужений юрист України, кандидат юридичних наук, доцент, доцент кафедри кримінального права та процесу Львівської комерційної академії.

## Життєпис
Народився 12 квітня 1950 року у м. Львові у сім'ї Гладуна Степана Прокоповича та його дружини Ольги Карпівни. Є батьком Гладуна Олександра Зіновійовича. Помер у Львові 11 липня 2021 року, похований на Личаківському цвинтарі.

### Освіта
- загальна середня освіта, загальноосвітня середня школа № 21, м. Львів (1967)
- вища освіта, денне відділення юридичного факультету Львівського державного університету імені Івана Франка (1973)
- у 1983—1986 роках заочно навчався в аспірантурі на кафедрі адміністративного і фінансового права Московського державного університету імені Михайла Ломоносова (завідувач кафедрою і науковий керівник дисертації — заслужений діяч науки і техніки РСФСР, д. ю. н., професор Ю. М. Козлов).
- з вересня 1994 року по січень 1996 року навчався в докторантурі Інституту держави і права імені В.М. Корецького АН України за спеціальністю 12.00.02 — «Державне право і управління».

### Трудова діяльність
З 27.11.1973 по 10.11.1976 року працював на посаді консультанта відділу юстиції виконавчого комітету Львівської обласної ради.
У 1976—1996 роках — старший викладач, доцент, завідувач курсу права на кафедрі соціальної гігієни та організації охорони здоров'я у Львівському державному медичному інституті.
У 1994—1996 роках — голова Львівської крайової організації Асоціації українських правників.
З 1994 року — адвокат, президент Львівського центру прав людини.
У період з лютого 1996 року по квітень 1998 року проходив службу у Львівському інституті внутрішніх справ при Українській (згодом — Національній) академії внутрішніх справ.
З 1998 року — директор юридичного інституту Тернопільської академії народного господарства.
З 2003 року — завідувач кафедри конституційного, адміністративного і міжнародного права юридичного інституту Тернопільської академії народного господарства (Тернопільського національного економічного університету).
З 2010 року — доцент кафедри кримінального права та процесу Львівської комерційної академії (Львівського торговельно-економічного університету).

## Результати наукової діяльності
- автор понад 300 наукових праць, з яких: 7 монографій (3 індивідуальні та 4 колективні), глави у 6 підручниках та 9 навчальних посібниках (рекомендовані МОН України), 25 коментарів законодавства, понад 80 статей у періодичних фахових виданнях України, Російської Федерації, Молдови, Польщі та Німеччини, а також понад 30 статей в енциклопедичних виданнях;
- розробник понад 30 законопроєктів, серед основних: Основи законодавства України про охорону здоров'я, Про забезпечення санітарно-епідемічного благополуччя населення, Про протидію поширенню хвороб, зумовлених вірусом імунодефіциту людини (ВІЛ), та правовий і соціальний захист людей, які живуть з ВІЛ та ін.
- учасник понад 70 міжнародних, всеукраїнських, регіональних наукових конференцій, симпозіумів, семінарів, круглих столів та інших наукових заходів;
- організатор понад 12 наукових заходів, проведених в Україні;
- автор понад 130 відгуків на автореферати дисертаційних робіт на здобуття наукового ступеня кандидата юридичних наук.

У 1980-х на початку 1990-х років наукова діяльність 3.С. Гладуна була пов'язана з дослідженням правових питань організації охорони здоров'я населення і медичної діяльності, зокрема, організації і здійсненню державного санітарно-епідеміологічного нагляду. Цим питанням було присвячено цикл наукових статей, опублікованих в науковій періодиці та дисертацію «Адміністративно-правові питання державного санітарного нагляду», захищену у жовтні 1986 року в Московському державному університеті імені Михайла Ломоносова. У цих працях були вперше у вітчизняній адміністративно-правовій науці були досліджені правові питання надання медичної допомоги населенню, діяльності закладів охорони здоров'я, медичних та фармацевтичних працівників. В навчальному посібнику «Інтернатура» (1987) було поставлено питання про необхідність правової підготовки лікарів-інтернів, ознайомлення їх з головними засадами чинного законодавства і проведення їх систематичного правового навчання та виховання.
В кінці 1980-х років З. С. Гладун поряд з іншими науковцями (к.ю.н. А. М. Савицька (Львів), к.ю.н. Н. Б. Болотіна (Київ), д.ю.н. С. М. Малеїн, д.ю.н. М. М. Малєїна (Москва), д.ю.н. В. І. Шабайлов (Мінськ)) започаткував наукову розробку вчення про комплексне правове регулювання відносин у сфері охорони здоров'я населення, законодавче закріплення і захист прав та законних інтересів людини і громадянина у цій сфері, чим поклав початок створенню нового наукового напрямку і відомої в Україні наукової школи (д.ю.н. С. Г. Стеценко, к.ю.н. В. О. Волков, к.ю.н. Р. Ю. Гревцова, к.ю.н. С. Б. Булеца, к.ю.н. І. Я. Сенюта, к.ю.н. С. В. Антонов, В. І. Скомороха, Л. М. Дешко, Н. І. Копачовець, К. Б. Наровська та ін.). В рамках наукових досліджень цієї школи ним особисто було опубліковано понад 200 наукових праць, у тому числі два навчальних посібники — «Державне управління у галузі охорони здоров'я» (1999) та «Заклад охорони здоров'я: основи правового статусу» (2006) і розділи у двох колективних монографіях.
Починаючи з перших років XXI століття тематика наукової діяльності доцента 3. С. Гладуна розширюється за рахунок проблем, пов'язаних із правовим регулюванням різних сторін охорони здоров'я населення, надання медичної допомоги, медичних послуг, правового забезпечення їх якості, формування медичного ринку в Україні. Підсумком цієї роботи стало видання монографії «Адміністративно-правове регулювання охорони здоров'я населення в Україні» (К.: Юрінком Інтер, 2007. — 720 с.), у якій проведено дослідження механізму адміністративно-правового регулювання відносин у сфері охорони здоров'я населення, аналіз його об'єктів і суб'єктів, процесу формування і реалізації державної політики у сфері охорони здоров'я населення, повноважень Президента, Верховної Ради, Кабінету Міністрів України і практики їх застосування. Досліджено компетенцію центральних і місцевих органів виконавчої влади та органів місцевого самоврядування, які забезпечують реалізацію державної політики і здійснення у цій сфері державного управління та державного регулювання. В монографії знайшли відображення проблеми поєднання державної, регіональної і місцевої політики охорони здоров'я населення, державного управління і регулювання відносин, здійснення координації діяльності органів і закладів охорони здоров'я різних форм власності і різного підпорядкування, їх ліцензування та акредитації, здійснення державного і громадського контролю у цій сфері. Окремий розділ присвячений адміністративно-правовому регулюванню прав, обов'язків та відповідальності людини і громадянина у сфері охорони його здоров'я.
11 липня 2022 року відбулися наукові читання на тему «Медичне право України: історичні аспекти, новітні тенденції та перспективи розвитку», присвячені пам'яті Гладуна Зіновія Степановича, організовані Комітетом медичного і фармацевтичного права та біоетики Національної асоціації адвокатів України спільно з кафедрою медичного права ФПДО Львівського національного медичного університету імені Данила Галицького, Львівським торговельно-економічним університетом та Науково-дослідним інститутом державного будівництва і місцевого самоврядування (Львівська лабораторія прав людини та громадянина) за підтримки ГО «Фундація медичного права та біоетики України». За результатами проведеного заходу видано збірник статей.

## Наукові ступені, вчені звання, академічні статуси
- кандидат юридичних наук (присуджено за результатами захисту дисертації на тему «Адміністративно-правові питання державного санітарного нагляду» зі спеціальності 12.00.02 у спеціалізованій вченій раді Д 26.236.02 в Московському державному університеті імені Михайла Ломоносова 09.10.1986 р., доцент (1991 р.), академік (дійсний член) Української академії наук національного прогресу України (2001).

## Відзнаки
- Заслужений юрист України. (15.04.1993 р.)
- Орден «За заслуги» III ступеня (04.10.1999 р.)[3], орден «Святого рівноапостольного князя Володимира» УПЦ КП, орден «Віра IV ступеня» УК, орден Архистратига Михаїла «За віру і вірність» (28.02.2003 р.), орден За заслуги «Союзу юристів України», численні медалі, серед них «За мужність по охороні державного кордону України», відзнакою Спілки юристів України (29.09.2003 р.), лауреат літературно-громадської премії імені академіка Станіслава Дністрянського (2003).